# モーリッツ・ブライプトロイ
モーリッツ・ブライプトロイ（Moritz Bleibtreu, 1971年8月13日 - ）は、ドイツの俳優である。

## プロフィール
ミュンヘンで生まれ、ハンブルクで育つ。父親は俳優のハンス・ブレナー、母親は女優のモニカ・ブライプトロイ。両親は正式に結婚していない。子役としてテレビドラマに出演するなどした後、17歳でオペアとして働くためにパリに向かう。その後、パリ・ニューヨーク・ローマで演技を学ぶ。このうち、生徒たちを非人道的に扱うニューヨークの演劇学校での日々が人生最悪の時だったと述べている。
1994年から本格的に俳優として活動を始め、1990年代末からは活動の中心をテレビから映画に移す。
2005年4月29日付のタブロイド紙「Bild」によるアンケート調査「現代の最も美しい50人のドイツ人」で第2位に選ばれる。
2006年に『素粒子』（ミシェル・ウエルベック原作）で第56回ベルリン国際映画祭男優賞を受賞する。
以前はドイツを中心に活動していたが、英語も流暢に話すことから2008年の映画『スピード・レーサー』を皮切りにアメリカ映画への出演も見られるようになる。ドイツ語と英語の他にフランス語とイタリア語も堪能である。

### 家族
父ハンス・ブレナーは、母モニカ・ブライプトロイとの関係とは別に、1998年に癌で亡くなるまで女優ルート・ドレクセルと長年に渡って事実婚の関係にあった他、女優スザンネ・カッペラーとの間に3人の娘をもうけている。1975年に生まれた娘チリ・ドレクセルはモーリッツにとって腹違いの妹にあたり、後に女優兼舞台演出家となる。

### 私生活
2008年11月に恋人アニカとの間に息子ダヴィド（David）が生まれている。
長くパートナー関係にあるクラリス・デ・カストロと、ベルリンとハンブルクで共に暮らしている。

### トリビア
苗字の「ブライプトロイ（Bleibtreu）」はドイツ語で「誠実であれ」の意味である。

## 出演作品
| 公開年 | 邦題 原題                                                              | 役名                       | 備考                                          |
| ------ | ---------------------------------------------------------------------- | -------------------------- | --------------------------------------------- |
| 1997   | ノッキン・オン・ヘブンズ・ドア Knockin' On Heaven's Door               | アブドゥル                 |                                               |
| 1998   | ラン・ローラ・ラン Lola rennt                                          | マニー                     |                                               |
| 1999   | ルナ・パパ Luna Papa                                                   | ナスレディン               |                                               |
| 2000   | 太陽に恋して Im Juli.                                                  | ダニエル                   |                                               |
| 2000   | CLUBファンダンゴ Fandango                                              | Djサニー                   |                                               |
| 2001   | 姉のいた夏、いない夏。 The Invisible Circus                            | エリック                   |                                               |
| 2001   | es［エス］ Das Experiment                                              | 囚人番号77／タレク         |                                               |
| 2004   | アグネスと彼の兄弟 Agnes und seine Brüder                              |                            |                                               |
| 2004   | 2人の勇者と奇蹟のダイヤモンド Fakiren fra Bilbao                       | ロンバルド                 | デンマーク映画                                |
| 2005   | ロスト・キングダム/スルタンの暦 The Keeper: The Legend of Omar Khayyam |                            |                                               |
| 2005   | ミュンヘン Munich                                                      | アンドレアス               |                                               |
| 2005   | ストーン・カウンシル LE CONCILE DE PIERRE                              | セルゲイ                   |                                               |
| 2006   | 素粒子 Elementarteilchen                                               | ブルーノ                   | ベルリン国際映画祭男優賞受賞                  |
| 2008   | レディ・エージェント 第三帝国を滅ぼした女たち Les femmes de l'ombre    | カール                     |                                               |
| 2008   | スピード・レーサー Speed Racer                                         | グレイ・ゴースト           |                                               |
| 2008   | バーダー・マインホフ/理想の果てに Der Baader Meinhof Komplex           | アンドレアス・バーダー     |                                               |
| 2009   | ミッション：エクストリーム Jerry Cotton                                |                            |                                               |
| 2009   | ソウル・キッチン Soul Kitchen                                          | イリアス･カザンザキス      |                                               |
| 2010   | ゲーテの恋〜君に捧ぐ「若きウェルテルの悩み」〜 Goethe!                 | アルベルト・ケストナー     |                                               |
| 2011   | ミケランジェロの暗号 Mein Bester Feind                                 | ヴィクトル・カウフマン     |                                               |
| 2011   | 360                                                                    | ドイツ人ビジネスマン       |                                               |
| 2012   | イヤー・オブ・ザ・スネーク 第四の帝国 Die vierte Macht                 | ポール・イェンセン         |                                               |
| 2012   | ガーディアン Schutzengel                                               | ルディ                     |                                               |
| 2013   | ワールド・ウォーZ World War Z                                          | ライアン                   |                                               |
| 2013   | フィフス・エステート/世界から狙われた男 The Fifth Estate               | マーカス                   |                                               |
| 2014   | ノンストップ・バディ 俺たちには今日もない Nicht mein Tag               | ナッポ                     | 日本劇場未公開 WOWOW放送                      |
| 2014   | 凍てつく分身 Stereo                                                    | ヘンリー                   | 日本劇場未公開 WOWOW放送                      |
| 2014   | 消えた声が、その名を呼ぶ The Cut                                       | ピーター・エデルマン       |                                               |
| 2015   | 罪悪〜ドイツの不条理な物語〜 Schuld nach Ferdinand von Schirach        | フリードリヒ・クロンベルク | テレビシリーズ                                |
| 2015   | 黄金のアデーレ 名画の帰還 Woman in Gold                                | グスタフ・クリムト         |                                               |
| 2015   | マッド・ドライヴ Kill Your Friends                                     | ルディ                     | 日本劇場未公開 WOWOW放送                      |
| 2016   | 修道士は沈黙する Le confessioni                                        | マルク・クライン           | イタリア映画祭2017での上映タイトルは『告解』  |
| 2018   | カット/オフ Abgeschnitten                                              | ポール・ハーツフェルト     | 2019年11月から開催された「のむコレ3」にて上映 |